# 今橋かつよ
今橋 かつよ（いまはし かつよ、1963年4月5日 - ）は、日本の女優、声優。方言指導にも取り組む。兵庫県出身。血液型O型。身長153cm。体重49kg。
以前は劇団集団バーストマン、グループこまどりに所属していた。現在はGrue（旧社名：有限会社エム・スリー）所属。

## 出演作品

### テレビドラマ
- NHK大河ドラマ
  - 琉球の風 第12回（1993年3月28日） - 女中 役
  - 北条時宗（2001年1月7日 - 12月9日）
- 有言実行三姉妹シュシュトリアン 第21話（1993年5月30日、フジテレビ） - 電化製品の声
- 火曜ドラマリーグ 八神くんの家庭の事情（1994年10月11日 - 1995年2月7日、ABCテレビ）
- 世にも奇妙な物語 秋の特別編「バーゲンハンター」（2000年10月4日、フジテレビ） - 主婦 役
- スタイル! 第9話（2000年12月7日、テレビ朝日）
- 東芝日曜劇場 恋がしたい恋がしたい恋がしたい 第2話（2001年7月8日、TBS）
- 心霊探偵 八雲 第10話、第11話（2006年6月5日、12日、テレビ東京） - 篠原房子 役
- 相棒 Season 5 第5話（2006年11月8日、テレビ朝日） - 中年女性 役
- 母親失格 第11週（2007年3月12日 - 3月16日、東海テレビ） - 見合い相手 役
- しにがみのバラッド。 第7話（2007年1月8日 - 3月26日、テレビ東京） - 市原敏江 役
- 生徒諸君! 第7話（2007年6月1日、ABCテレビ） - 母親 役
- 木曜時代劇 陽炎の辻〜居眠り磐音 江戸双紙〜 第1シリーズ 第9話（2007年9月27日、NHK） - 仇討ち妻 役
- NHKスペシャル ドラマ 感染爆発〜パンデミック・フルー（2008年1月12日、NHK）
- 土曜ドラマ トップセールス（2008年4月12日 - 5月31日、NHK）
- 水曜ドラマ ホカベン 第8話（2008年6月4日、日本テレビ） - 河合優子 役
- チーム・バチスタの栄光 最終話（2008年12月23日、関西テレビ） - 赤木道子 役
- 銭ゲバ 第7話（2009年2月28日、日本テレビ）
- 日曜劇場 JIN-仁- 第一期 第七話（2009年11月22日、TBS）
- 水曜ドラマ 黄金の豚-会計検査庁 特別調査課- 第4話（2010年11月10日、日本テレビ）

### テレビ番組
- OH!エルくらぶ（1986年4月5日 - 1997年3月29日、テレビ朝日）
- ホットライン110番（1990年4月2日 - 1991年3月29日、テレビ朝日）
- 逆転人生「復活！奇跡の醤油　奇跡の逆転劇」（2019年6月、NHK）
- 逆転人生「〜執念の開発！世界が驚いた認知症治療薬〜」主人公の杉本八郎さんの母親役（2019年7月29日〈月曜日〉、NHK）
- ファミリーヒストリー「瀬古利彦」壮年期の母親役（2019年10月、NHK）

### 舞台
- 「風子の手紙」 風子 役
- 「童Ri夢2000」 2000年5月31日 - 6月4日 カメレオンハウス 銀座博品館劇場
- 「だから僕はミュージカルが嫌いです！」2015年2月 江古田 Live House Buddy
- 「サンドイッチの作り方」 2015年9月 銀座みゆき館劇場
- 「続だから僕はミュージカルが嫌いです！」 2016年2月 江古田 Live House Buddy
- 「アニソンヒーローズ the legend」（コーラス）ウェスタ川越夏まつり 2016年7月 ウェスタ川越大ホール
- 「喫茶ライフ」 2016年12月 シアターグリーンBox in Box THEATER
- 「遠雷」 2017年8月 新宿シアターミラクル
- 「カサブランカを君に」 2017年12月 板橋ファイト
- 「グッバイアース」 2018年1月 プラネアール荻窪スタジオ
- 「空翔ブ弱虫」 2018年8月 から揚げ屋トリロー
- 「ニャンダフルデー〜追憶〜」 2018年9月 新宿シアターブラッツ
- 「空翔ブ弱虫2」2018年12月 から揚げ屋トリロー
- 「ギンモクセイ」2018年12月 新宿スターフィールド
- 「先生、時間です！」2019年1月 Live Studio 新宿Q
- 「便利屋はじめます！」2019年3月 中野劇場MOMO
- 「曼珠沙華」2019年4月 東京音実劇場
- 「Sakura」（劇団YAMINABE 第七回公演）2019年6月 アトリエファンファーレ東新宿
- 「傷跡のパッセージ」2019年7月 板橋ファイト
- 「改札の前でアナタを拾いました」2019年9月 新宿スターフィールド
- 「ホーンテッドペンション2019」2019年9月 アトリエファンファーレ東池袋
- 「はい、誓います。」2019年11月 築地本願寺ブディストホール
- 「縛られないゲーム」2019年11月 板橋ファイト
- 「イヴノキセキ」2019年12月 新宿スターフィールド
- 「カサブランカを君に」2019年12月 板橋ファイト
- 「恋愛工作」2020年3月 下北沢GEKI地下Liberty
- 「忍びよる偲びの夜」2020年7月 新宿シアターブラッツ
- 「浦河さん家の夏模様」2020年8月 上野ストアハウス
- 「2 COLOR POT "-19"」2020年11月 池袋GEKIBA
- 「リング・リング・リング」2020年12月 大塚 萬劇場
- 「灰色のカケラたち」2021年3月 阿佐ヶ谷シアターシャイン
- 「新版・舞台 獅子の如く ～戦国湯舟評定～」2021年3月 新宿シアターブラッツ
- 「ここにいる。」2021年5月 新宿スターフィールド
- 「誓橋」2021年7月 新宿シアターブラッツ
- 「嘘とホントの婚活パーティー（仮）」2021年8月 大塚ドリームシアター
- 「白昼夢の証言」2021年10月 参宮橋トランスミッション
- 「キミのせい、アナタのおかげ」2021年11月 上野ストアハウス
- 「おくりもの」2021年11月 阿佐ヶ谷アルシェ
- 「愛で殺して」2021年12月 本願寺ブディストホール
- 「はれわたる」2022年3月 阿佐ヶ谷シアターシャイン
- 「Another」2022年3月 アトリエファンファーレ高円寺
- （公演中止）「LOVE IS NOT FOREVER」2022年5月 新宿シアターブラッツ
- 「LAUGH IS FOREVER」2022年5月 新宿シアターブラッツ
- 「幽霊も怖え～が 人間は鬼怖え～ぜっ！ ヒトコワ オムニバス公演」 2022年8月 アトリエファンファーレ東池袋
- （公演延期）「はれわたる」2022年9月 赤坂RED/THEATER
- 「子連れ狼 －士魂哀悼－」2022年9月 東京・両国シアターX（カイ）
- 「父の帰還」2022年11月 四谷三丁目ドリームシアター
- 「ブラッド・ラバーズ」2022年11月 ラゾーナ川崎プラザソル
- 「ニコイチ」「-19」2022年12月 中野TKJホール
- 沼地にてほころぶ（2024年7月11日 - 13日、BAR Garigari）映像出演 [1]

### 配信ライブ・動画
- 「卯月の縁～音楽と朗読の宴～」（無観客公演）2021年4月30日 会場：東京音実劇場 配信：twitcasting.tv
- 「ショートショートをつくろう」前編 2021年5月9日 後編 5月16日 配信：YouTUBE ZANNENチャンネル

### ラジオドラマ（オーディオドラマ）
TOKYO FM
- 「千葉繁のスパイラル・ワールド」内ラジオドラマ - 篠原桜子 役

NHK-FM
- ことばの教室　※NHKラジオ第2でも放送

FMシアター
- 平成13年度文化庁芸術祭参加作品 「落下傘」〈原作：松田正隆〉（2001年11月17日）
- 第36回創作ラジオドラマ大賞佳作受賞作「よしこちゃんの涙の音」〈原作：有馬雪枝〉（2008年4月26日） - 音楽の先生 役
- シリーズ・北欧の現代文学「やさしい歌を歌ってあげる」〈原作：リンダ・オルソン〉（2009年8月29日）
- NHK銀の雫文芸賞2011 最優秀作「ごまめの歯軋り」（ごまめのはぎしり）〈原作：逸見真由〉（2011年11月19日） - 橋本陽子 役

### ラジオ番組
TOKYO FM
- 「千葉繁のスパイラル・ワールド」（1998年10月 - 1999年3月）※レギュラー

市川うららFM
- 腕トラの「少年と少女」ゲスト出演 2017年12月 市川うららFM
- 腕トラの「少年と少女」ゲスト出演 2018年 8月 市川うららFM
- 腕トラの「少年と少女」ゲスト出演 2018年12月 市川うららFM
- 腕トラの「少年と少女」ゲスト出演 2019年 4月 市川うららFM
- 腕トラの「少年と少女」ゲスト出演 2019年 7月 市川うららFM
- 腕トラの「少年と少女」ゲスト出演 2019年11月 市川うららFM
- 腕トラの「少年と少女」ゲスト出演 2019年12月 市川うららFM

### 方言指導
テレビドラマ
- 月曜ドラマシリーズ　ハチロー〜母の詩、父の詩〜 第7話 - 第9話（2005年3月7 - 21日、NHK）【関西言葉指導】
- 白夜行 第一話 - 最終話（全話）（2006年1月12日 - 3月23日、TBS）【神戸弁指導】
- 土曜ドラマ ウォーカーズ〜迷子の大人たち 第1話 - 第4話（全話）（2006年11月11日 - 12月2日、NHK）【徳島言葉指導】
- 日曜劇場 JIN-仁- 第一期 第一話 - 第七話（2009年10月11日 - 11月23日、TBS）【関西弁指導】

映画
- ありがとう（2006年11月25日、監督・脚本：万田邦敏、東映）【神戸弁指導】

ラジオドラマ（オーディオドラマ）
- FMシアター 第36回創作ラジオドラマ大賞佳作受賞作「よしこちゃんの涙の音」〈原作：有馬雪枝〉（2008年4月26日、NHK-FM）【兵庫言葉指導】
- FMシアター「生き直す パート2〜理学療法士・砂川晴美〜」〈原作：香取俊介〉（2008年6月14日、NHK-FM）
- FMシアター「生き直す パート3〜理学療法士・砂川晴美〜」〈原作：香取俊介〉（2009年4月4日、NHK-FM）

### ナレーション
CM
- カネボウ
- 資生堂
- ダイハツ・ミラ「ミラパルコ」
- ボシュロム・ジャパン

### テレビアニメ
1991年
- 人魚姫 マリーナの冒険（ダリア、フリップ、泡魚メス 他）
- らんま1/2 熱闘編（女子生徒2）

1992年
- クッキングパパ（つとむ、女子社員）

### OVA
- CBキャラ 永井豪ワールド「デビルワールド」（1990年 - 1991年、お掃除隊C）
- シャコタン☆ブギ
- T-REX ※全5巻

### ゲーム
1998年
- 対戦ホットギミック 快楽天（のろ田のろみ）※アーケード
- 悠久幻想曲 ensemble（受付嬢）

1999年
- 悠久幻想曲 ensemble2（受付嬢、住民B）

2001年
- SIMPLE1500シリーズ Vol.81 THE 恋愛アドベンチャー 〜おかえりっ!〜（藤崎潮）※PS
- SIMPLE2000DCシリーズ Vol.4 THE 恋愛アドベンチャー 〜おかえりっ!〜（藤崎潮）※DC

2003年
- 対戦ホットギミック 快楽天（のろ田のろみ）※PC

### ドラマCD
- 岸和田博士の科学的愛情

### 吹き替え
- リトル・マーメイド

### その他
- 〈音楽CD・コントの企画〉今賀瞬〜バーストマン愛しのソングブックVol.1〜（1992年7月22日、キングレコード）
- 〈ビデオドラマ〉バーストマンatカメレオンハウス（1992年12月25日、キティグループ）